# 남포면
남포면(藍浦面)은 대한민국 충청남도 보령시에 속한 면이다.

## 개요
남포면은 대천 시내권에서 10분 거리에 위치하고 무창포 해수욕장으로 가는 중간에 위치하여 용두 해수욕장과 죽도 관광지 등 푸른서해바다가 있어 매년 4만여명의 관광객이 찾을 정도로 쾌적하고 조용한 곳이다. 약 1,800ha의 넓은 간척들녘을 기반으로 청정지역 쌀생산 기반인 벼농사를 주생업으로 하고 있으며 맛과 당도가 우수한 〈사현포도〉와 〈황토호박 고구마〉 재배를 통해 고수익을 창출하고 있다.

## 연혁
남포(藍浦)는 삼한시대에 마한의 만로국(萬盧國)이었다고 한다. 백제 때 사포현(寺浦縣)이었고, 757년(경덕왕 16)에 남포현(藍浦縣)으로 고쳐 서림군(西林郡, 舒川郡)에 속하였다. 1018년(현종 9)에 가림군(嘉林郡)에 편입되었다가 후에 감무가 파견되었다. 1397년(태조 6) 병마사 겸 판현사를 두었다가 1466년(세조 12)에 남포현이 되었으며, 마산(馬山)이라 불리기도 하였다. 1895년(고종 32) 홍주부(洪州府) 남포군(藍浦郡)으로 되었다가, 1913년 보령군(保寧郡) 남포면(藍浦面)으로 되었다. 1995년 보령시 남포면이 되었다.

## 법정리
- 달산리
- 봉덕리
- 삼현리
- 소송리
- 신흥리
- 양기리
- 양항리
- 옥동리
- 옥서리
- 월전리
- 읍내리
- 제석리
- 창동리

## 보령시의 산성
- 오서산성(烏棲山城) : 보령시 청소면(靑所面) 성연리
- 아현산성(我峴山城) : 보령시 주포면(周浦面) 연지리
- 진당산성(鎭唐山城) : 보령시 주포면(周浦面) 보령리
- 고남산성(古南山城) : 보령시 주포면(周浦面) 봉당리
- 황률리 산성(篁栗里山城) : 보령시 청라면(靑所面) 황률리
- 향천리 산성(香泉里山城) : 보령시 청라면(靑所面) 향천리
- 봉화산성(烽火山城)
- 대봉산성(臺峰山城) : 보령시 남포면(藍浦面)
- 달산리 산성(達山里山城) : 보령시 남포면(藍浦面) 달산리
- 운봉산성(雲峰山城) : 보령시 웅천읍(熊川邑) 성동리
- 대천리 산성(大川里山城) : 보령시 웅천읍(熊川邑) 대천리
- 창암리 산성(倉岩里山城) : 보령시 주산면(珠山面) 창암리
- 삼곡리 산성(三谷里山城) : 보령시 주산면(珠山面) 삼곡리

## 본관 성씨
세종실록지리지 149권, 충청도 공주목 남포현 조에 남포 토성은 (任·白·李)다.
- 남포 임씨(藍浦任氏)
- 남포 백씨(藍浦白氏) 신라 간관(諫官) 백중학(白仲鶴)의 후손을 남포백씨라 한다. 고려 때 백문절(白文節)이 사의대부(司議大夫), 국학대사성(國學大司成) 보문각학사(寶文閣學士)가 되었다. 그의 아들 백이정(白頤正, 1247년 ~ 1323년)이 충선왕 때 첨의평리(僉議評理)로 상의회의도감사(商議會議都監事)를 겸했고, 상당군(上黨君)[26]에 봉해졌다. 2000년 인구는 1,816가구 6,052명이다. 2015년 인구는 10,907명이다.
- 남포 이씨(藍浦李氏)